# 西奥多·冯·卡门
西奥多·冯·卡门（英語：Theodore von Kármán，1881年5月11日—1963年5月6日），原名提华达·米哈里·卡尔曼（Tivadar Mihály Kármán），匈牙利裔美国工程师和物理学家，主要从事航空航天力学方面的工作，是工程力学和航空技术的权威，对于二十世纪流体力学、空气动力学理论与应用的发展，尤其是在超声速和高超声速气流表征方面，以及亚声速与超声速航空、航天器的设计，产生了重大影响。
他是喷射推进实验室（JPL）的创建人、首位主任，也曾是钱学森、胡宁、郭永怀、林家翘在加州理工学院时的导师。

## 早期生活
冯·卡门出生在奥匈帝国布达佩斯一个犹太家庭，他曾在布达佩斯的时称皇家技术大学，也就是现在的布达佩斯技术经济大学学习工程。1902年毕业后，他师从哥廷根大学的路德维希·普朗特，并在1908年获得博士学位。在哥廷根教了四年书后，1912年他在德国最頂尖大学之一亚琛工业大学的航空动力研究所获得主任职位。1915-1918年，奥匈帝国军队的服役中止了他在亚琛工业大学设计早期直升机的生活，最终他于1930年离开亚琛工业大学。

## 移民美国和喷气动力试验室
对欧洲发展的担心，冯·卡门在1930年接受了加州理工学院的古根海姆航空实验室主任职位并移民到美国。1936年，和弗兰克·马利纳及杰克·帕森斯和爱德华·S·福尔曼一起成立了一个名为航空喷气（Aerojet）的公司来生产喷气助推起飞火箭发动机。后来，他成为美国归化公民。二战中德国人的行动引起了美国军方对于火箭研究的兴趣。1943年初，美国空军器材司令部试验工程部将英国情报部门关于德国火箭射程达到100英里（160公里）的报告给冯·卡门。在1943年8月2日的一封信中，冯卡门向军方提出他对于德国项目的分析以及评价。1944年，他和其他加州理工学院的古根海姆航空实验室的人员一起组建喷气推进实验室，该实验室现为联邦资助，通过与美国国家航空航天局（NASA）的合同，由加州理工学院运转的研究发展中心。1946年，他成了研究空气动力学技术的美国空军科学咨询团首任主席。同时，也帮助组建了航天研究与发展咨询团，北约航天研究督导咨询团（1951年），国际航空科学委员会（1956年），国际宇航科学院（1960年）以及布鲁塞尔冯·卡门流体力学学院。

## 晚年生活
1944年6月，冯·卡门在纽约市做了肠癌手术。手术引起两处疝气，使得冯·卡门恢复得缓慢，大约九月中旬返回加利福尼亚州帕萨迪纳。此前的九月初他还在纽约的时候，他和美国空军司令亨利·阿诺德将军在拉瓜迪亚机场跑道上会面。阿诺德将军建议他搬到华盛顿特区领导科学咨询团，并成为军方的长期计划顾问。1944年9月23日，冯·卡门得到这一任命，并在该年12月离开加州理工。81岁时，冯·卡门成为首个美国国家科学奖章获得者，在白宫由约翰·肯尼迪总统颁奖。获奖理由为“他在航空动力学的科学与工程基础的领导才能”、“在力学各方面的有影响力的教学和相关贡献以及对于美国军队杰出的帮助”以及“对于国际科学工程合作的促进”。1963年，他去世在去亚琛的路上，并葬在帕萨迪娜。他终生未婚。冯·卡门的名望源于他用数学工具来研究流体流动，并通过解释那些结果来指导实际设计。他在认识到现代喷气飞机中普遍存在的后掠翼的重要性方面起到重要作用。

## 贡献
特别的贡献包括非弹性弯曲、环筒流的非定常尾迹、层流稳定性、紊流、定常和非定常流中的翼型、边界层以及超音速空气动力学。在其他领域的贡献包括弹性、振动、传热和结晶学。他的名字至少出现在下面这些概念中：
- Föppl-von Kármán equations（殼板理論，最近PRL的熱門議題之一）
- Born-von Kármán lattice model（结晶学）
- Chaplygin-Kármán-Tsien approximation（位势流）
- Falkowich-Kármán equation（跨音速流）
- von Kármán constant（壁面紊流）
- Kármán line（航空动力学/宇航科学）
- Kármán-Howarth equation（紊流）
- Kármán-Nikuradse correlation（粘性流；coauthored by Johann Nikuradse）
- Kármán-Pohlhausen parameter（边界层）
- Kármán-Treffz transformation（机翼理论）
- Prandtl-von Kármán law（明槽流中的速度）
- von Kármán integral equation（边界层）
- von Kármán ogive（超音速空气动力学）
- von Kármán vortex street（卡门涡街）
- von Kármán-Tsien compressibility correction.
- Kármán line（卡門線）

## 著作
- Aerodynamics - Selected Topics in the Light of their Historical Development, (Cornell University Press, Ithaca, 1954).
- Collected Works, (4 Volumes), Von Karman Institute, Rhode St. Genese, 1975 (limited edition book); also Butterworth Scientific Publ, London 1956.（Many papers from vols. 1 and 2 are in German.）
- From Low Speed Aerodynamics to Astronautics, (Pergamon Press, London, 1961).
- (with L. Edson) The Wind and Beyond - Theodore von Kármán Pioneer in Aviation and Pathfinder in Space (Little Brown, 1967).